# Тонганці

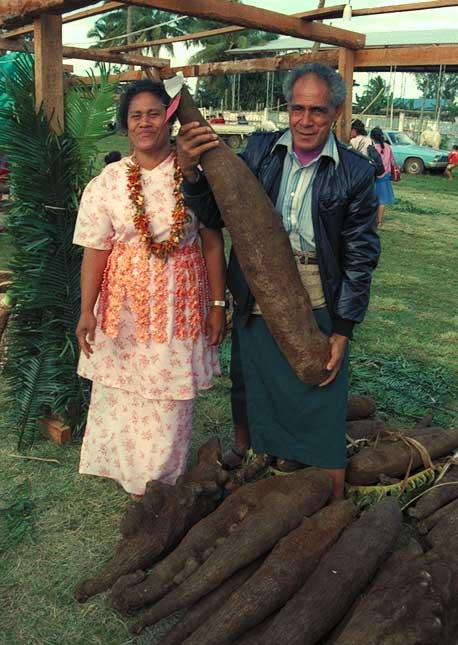
Тонганці з вирощеним ямсом.

Тонганці — тубільне населення острова Тонга. Чисельність - 120 тис. чол. На Тонга живуть 105 тис., інші живуть в Австралії, Новій Зеландії, Канаді. Розмовляють тонганською та англійською мовою. Більшість населення є християнами.

## Історія
Полінезійці почали заселяти острови Тонга ще в XIII столітті до н. е. Острови Тонга стали відправною точкою для подальшого освоєння Океанії. Тонганці ходили в далекі плавання, нападаючи на мешканців багатьох островів Океанії та збираючи з них данину.
Традиційні підприємства — сумочки сільського господарства (Colocasia, Jams, Manios, Patues). З 18 століття. Ремесла (різьблення деревини, виробництво волокон тапа) почали швидко розвиватися. Розроблена галузь вирубки та переробки деревини. Корпус у прямокутному плані, стовпчаста рама, з дахом з пальмового листя. Традиційне вбрання — плащі або спідниці, виготовлені з волокна тапа, прикраси з снарядів, пір’я, овочевого волокна, звичайного татуювання тіла. Кухня Тонгса характеризується овочевими, менш частими рибними стравами. З нагоди свят вони їли свинину та собаку.